# Lauriomyces pulcher
Lauriomyces pulcher är en svampart som beskrevs av R.F. Castañeda & W.B. Kendr. 1990. Lauriomyces pulcher ingår i släktet Lauriomyces, divisionen sporsäcksvampar och riket svampar.   Inga underarter finns listade i Catalogue of Life.